# Portes Perses
Les Portes Perses o Portes de Susa va ser l'antic nom del pas que ara es coneix com Tang-e Meyran, que connectava Yasuj amb Sedeh a l'est, creua la frontera de les modernes províncies de Kohgiluyeh i Boyer-Ahmad i Fars de l'Iran, passa cap al sud del massís de Dena, part de les muntanyes Zagros.
El pas controla l'enllaç entre la costa i la part central de Pèrsia.
A les primeres setmanes del 330 aC, va ser el lloc de la ferotge batalla de les Portes Perses, en què el rei macedoni Alexandre el Gran va enfrontar-se a una dura resistència de les darreres tropes aquemènides comandades per Ariobarzanes.

## Biografia
- Speck, Henry «Alexander at the Persian Gates. A Study in Historiography and Topography». American Journal of Ancient History, 1, 1, 2002, pàg. 7–208. ISSN: 0362-8914.